# Scotland the Brave
Scotland the Brave (Alba an Aigh en gaélico escocés) es una canción patriótica escocesa, y una de las candidatas para ser el himno nacional de Escocia. Se utiliza para representar a Escocia en los Juegos de la Mancomunidad.

## Historia
La melodía original data de comienzos del siglo XX. Sin embargo, la letra actual fue escrita en fechas relativamente recientes, hacia los años 50, por el periodista escocés Cliff Hanley.

## Interpretaciones
En junio de 2006, en una encuesta en internet organizada por la Royal Scottish National Orchestra, esta canción quedó segunda, solo por detrás de Flor de Escocia (Flower of Scotland), como favorita para convertirse en himno oficial.
Valiente Escocia es también la marcha de los gaiteros de los The British Columbia Dragoons del Ejército de Canadá, y se interpreta también durante la revista de tropas en el centro de formación militar estadounidense conocido como The Citadel, en Charleston (Carolina del Sur). En 2006, fue adoptado también como marcha oficial del Royal Regiment of Scotland, regimiento de infantería del Ejército Británico. 
En fechas recientes, el nombre de Scotland the Brave también ha pasado a designar a un espectáculo de música y danza escocesas, que comenzó una gira por Australia, Nueva Zelanda y Canadá en 2007.

## Letra
| Valiente Escocia, letra en español. Escuchad cuando cae la noche, ¡Escuchad!, la llamada de las gaitas Alto y con orgullo llaman Desde el fondo del valle. Allí donde duermen las colinas Sentid ahora subir la sangre, Alta como los ánimos de los hombres De las viejas Tierras Altas. Estribillo Se alza en su fama guerrera, Escocia, mi montañoso hogar, Que tu orgulloso estandarte ondee alto y glorioso. Tierra de mi gran esfuerzo Tierra de ríos brillantes, Tierra de mi corazón para siempre, Valiente Escocia. Arriba en las brumosas Tierras Altas O allá en las islas color púrpura, Valientes son los corazones que laten Bajo los cielos escoceses. Fuertes son los vientos que te golpean, Fieles los amigos que te saludan, Amables como el amor que brilla En los ojos de las hermosas doncellas. Estribillo Lejos, en lugares soleados Tristes están las caras de los escoceses, Anhelando sentir el beso De la dulce lluvia escocesa. Donde los cielos tropicales brillan El amor hace soñar al corazón, Deseando y anhelando volver de nuevo a la tierra natal. Estribillo | Scotland the Brave, letra en inglés. Hark when the night is falling Hear! hear the pipes are calling, Loudly and proudly calling, Down thro' the glen. There where the hills are sleeping, Now feel the blood a-leaping, High as the spirits of the old Highland men. Chorus Towering in gallant fame, Scotland my mountain hame, High may your proud standard gloriously wave, Land of my high endeavour, Land of the shining rivers, Land of my heart for ever, Scotland the brave. High in the misty Highlands, Out by the purple islands, Brave are the hearts that beat Beneath Scottish skies. Wild are the winds to meet you, Staunch are the friends that greet you, Kind as the love that shines from fair maidens' eyes. Chorus Far off in sunlit places, Sad are the Scottish faces, Yearning to feel the kiss Of sweet Scottish rain. Where tropic skies are beaming, Love sets the heart a-dreaming, Longing and dreaming for the homeland again. Chorus |